# Мешков, Анатолий Петрович
Анато́лий Петро́вич Мешко́в (бел. Анатоль Пятровіч Мяшкоў, 7 февраля 1937, дер. Слобода, Костюковичский район, Могилёвская область — 5 мая 1994, Брест, Белоруссия) — советский и белорусский гандбольный тренер и спортивный организатор, инициатор развития гандбола в Брестской области. Заслуженный тренер Республики Беларусь (1993), доцент, судья национальной категории. Имя Анатолия Мешкова носит клуб «Мешков Брест» (ранее — БГК им. Мешкова), а также спорткомплекс «Виктория».

## Биография
Родился в 1937 году в Могилёвской области, в 1944 году с родителями переехал в Брест. В том же году поступил в спортивную школу № 1, которую окончил в 1955 году. В школе играл в баскетбол, после окончания работал тренером по баскетболу в обществе «Спартак».
В 1956 году Мешков поступил в Брестский педагогический институт имени А. С. Пушкина на естественно-географический факультет, который окончил в 1961 году. После окончания института служил в армии.
В 1963 году начал педагогическую деятельность в родном институте на кафедре физвоспитания в должности ассистента. Женская гандбольная команда пединститута под руководством Анатолия Мешкова была создана уже в 1963 году, а через год появилась и мужская команда.
В 1963 году Мешков поступил в Смоленский институт физической культуры на заочную форму обучения, который успешно закончил в 1968 году.
В 1967 году Мешков стал старшим преподавателем кафедры спортивных дисциплин Брестского педагогического института.
Первые серьёзные успехи пришли к гандболистам из Бреста во второй половине 1970-х годов. Мужская команда Брестского пединститута заняла третье место в чемпионате Белорусской ССР по гандболу в 1977 году. В следующем году Анатолий Мешков привёл сборную Брестской области к третьему месту на VII летней спартакиаде Белорусской ССР. В 1980-х годах команда Брестской области продолжала оставаться одним из лидеров гандбола в республике — серебро на Спартакиаде 1982 года и бронза на Спартакиде 1986 года. Также успешно выступала и команда пединститута на Республиканской спартакиаде вузов, регулярно занимая вторые места только после флагмана белорусского гандбола Минского института физкультуры. В 1986 году Анатолий Мешков привёл юношескую сборную Белорусской ССР ко второму месту на первенстве СССР общества «Урожай» в Ленинакане (Армения). В 1987 году команда Брестского пединститута стала первой в чемпионате Белорусской ССР среди вузов.
В 1989—1992 годах команда пединститута выступала как «Цветотрон» по названию завода, который оказывал поддержку.
В сезоне 1992/93 команда «Пединститут» под руководством Анатолий Мешкова приняла участие в первом гандбольном чемпионате независимой Белоруссии. Команда заняла четвёртое место после СКА-1 (Минск), СКА-2 (Минск) и Случь-СКАФ (Слуцк/Минск). В сезоне 1993/94 команда из Бреста сменила название на «БелАСКО» и заняла в чемпионате страны шестое место.
За период педагогической деятельности Анатолием Мешковым было опубликовано 39 научных статей, методических рекомендаций и методических разработок по гандболу, которые имеют большое теоретическое и практическое значение при подготовке спортсменов высокого класса.
В январе 1992 года ВАК присвоила Анатолию Мешкову ученое звание доцента за большой вклад в развитие науки в области физической культуры и спорта. За многолетнюю тренерско-преподавательскую работу и большой вклад в подготовку белорусских спортсменов высшего класса в августе 1993 года Анатолию Мешкову было присвоено звание «Заслуженный тренер Республики Беларусь».
Анатолий Мешков умер в мае 1994 года в возрасте 57 лет.
В мае 1995 года в Бресте впервые прошёл турнир памяти Анатолия Мешкова. Турнир быстро стал одним из главных в Белоруссии, долгие годы победителю турнира памяти Мешкова вручался также и Кубок Белоруссии по гандболу.
9 апреля 2002 года был создан Брестский гандбольный клуб имени Мешкова. Инициаторами появления БГК стали сыновья Анатолия Мешкова Александр и Сергей. Уже в сезоне 2002/03 БГК занял второе место в чемпионате Белоруссии. Затем БГК выиграл титул чемпиона страны пять раз подряд (2004/04 — 2007/08). После периода успехов минского «Динамо» БГК вновь стал лидером белорусского гандбола, выиграв 4 подряд чемпионата в сезонах 2013/14 — 2017/18. В чемпионате Белоруссии выступает также и фарм-клуб БГК — БГК-2.
В 2014 году имя Анатолия Мешкова было присвоено дворцу спорта «Виктория», где выступает БГК. В 2020 году БГК им. Мешкова был переименован в «Мешков Брест».

### Семья
Супруга — Аделаида Константиновна Мешкова (Стажерова). Сыновья — Александр и Сергей. Аделаида Мешкова являлась управляющим БГК имени Мешкова вплоть до своей смерти в 2019 году.